# Austrobaileyales
Die Austrobaileyales stellen eine der basalen Ordnungen der Bedecktsamer dar. Sie enthalten drei Familien.

## Merkmale
Zu dieser Ordnung zählen verholzte, oft lianenförmige Arten. Das Holzparenchym ist paratracheal. Die Knoten sind unilakunär mit zwei Blattspursträngen. 
Die Leitbündel der Blattstiele sind gebogen. Die Stomata sind häufig laterocytisch. An der Blattunterseite finden sich häufig Sekret-Zellen (Austrobaileyaceae und Schisandraceae). Der Embryosack ist zumindest bei Schisandra und Austrobaileya vierzellig und besteht nur aus einem Polkern, zwei Synergiden und der Eizelle.
Die Früchte sind beerenartig. Die Zellen der Mesotesta der Samen sind sklerotisch. Das Endosperm ist stärkehaltig.

## Systematik
Zu dieser Ordnung zählen drei Familien:
- Austrobaileyaceae
- Sternanisgewächse (Schisandraceae)
- Trimeniaceae